# Schloss Aich
Das Schloss Aich (Schloss Aych) ist ein ehemaliges Schloss in Oberösterreich. Es liegt rund 2,5 Kilometer nördlich des Ortes Bad Zell in der Ortschaft Aich. Das Schloss gehörte um 1220 zur Herrschaft Zellhof, war ein Landschloss und ist heute ein Bauernhof mit dem Hofnamen Meier in Aich. Es steht unter Denkmalschutz (Listeneintrag).

## Geschichte
Um 1220 gehörte der Standort zur Herrschaft Zellhof. Im 13. Jahrhundert wurde die Burg abgetragen und ein Schloss stattdessen errichtet, nur der Wehrturm blieb erhalten.
1422 werden als Besitzer die Herren von Tannpeck (Tanpöck, Tanböck, Tannbeck, Tannbacken und Varianten) genannt. In der Folge kauften die Kapeller das Schloss und den dazugehörenden Meierhof, den Tannpeckhof (Tannböckhof, Edelsitz Zell, in Bad Zell), und wurden die Lehnsherren der Tannpecks. Kaspar Tannpeck und sein Sohn Hans Tannbeck übergaben während des Ungarnkriegs (um 1477) ihre beiden Schlösser Aich und Windhaag den Feinden Kaiser Friedrichs III. kampflos. Daraufhin wurden sie gefangen genommen und 1485 des Hochverrats angeklagt. Ihre Besitzungen wurden beschlagnahmt und das Lehen als Verfallen erklärt. Ab 1485 gehörte das Schloss den Herrn Laßla (Ladislaus) Prager und Ulrich von Starhemberg. Laßla hatte zuvor Regina Tannpeck, die einzige Tochter des Hans Tannpeck (dem letzten Tannpeck), geheiratet. 1492 verzichtete der Lehnsherr der Kapellen, Christoph von Liechtenstein, zugunsten von Regina auf das Schloss. Laßla wurde vom Kaiser mit der Burg Windhaag belehnt. Die Ehe von Laßla und Regina vereinte die alten Besitztümer wieder.
1597 wurden die Herrschaften Aich und Windhaag von Freiherr Friedrich von Prag an Lorenz Schütter d. Ä. verkauft. Dessen Sohn, Lorenz Schütter d. J., verkaufte 1630 das Schloss Windhaag an Joachim Enzmilner und das Schloss Aich an Michel Pernauer zu Pernegg. Letzterer verkaufte das Schloss Aich bald an Hilleprant Jörger. Als bekennende Protestanten mussten die Jörger schließlich 1631 ihren gesamten Besitz (Prandegg, den Markt Zell, Schloss Zellhof, Pranthof (Gemeinde Gutau), Schloss Habichrigl, Schloss Aich und alle anderen Höfe und Zehente) an Gotthard von Scherffenberg (auch: Schärfenberg), Herr auf Spielberg verkaufen. Dieser verstarb aber relativ bald darauf. Die Witwe Scherffenberg heiratete 1636 Hans Reichard von Starhemberg. Die Schlösser Aich, Habichrigl und Zellhof verkaufte die Witwe Scherffenberg 1645 an ihren Schwiegersohn Georg Siegmund von Salburg, dem Besitzer von Prandegg. Nun blieb das Schloss länger im Besitz dieser Familie.
Ab 1823 wurde das Schloss aus dem Herrschaftsverband ausgegliedert und an Bauern verkauft. Der neue Besitzer ließ den Turm und die Kapelle abtragen und der Palas wurde umgebaut bzw. auf einen bäuerlichen Hausstock reduziert. 1885 kaufte es Georg Kranawitter und vererbte es seiner Tochter (1920). Im Jahr 1952 ging es durch Heirat an die Familie Mayr, deshalb nennt man das ehemalige Schloss heute Meierhof oder Meier in Aich.

## Schloss Aich heute
Trotz der Umbauten zu einem Bauernhof ist die Grundstruktur eines Schlosses noch immer gut erkennbar. Gänzlich fehlen freilich der hohe Schlossturm und die einstige Schlosskapelle. Um den viereckigen Hof gruppieren sich nach wie vor der ehemalige Torturm (eingekürzt, Toröffnung zugemauert), die südlichen Wirtschaftstrakte (mit Gewölben), der westliche Scheunentrakt und der nördliche Wohntrakt (ehemals Palas, nun eingekürzt). Restaurierungen 1998 und 2013 erbrachten ein vorzügliches Erscheinungsbild. Fassade mit Ortsteinquaderung und ornamentalem Sgraffitofries, Doppelwappen Schattauer-Scharfföderin. Nordseite mit Inschrift 1607 I K. Denkmalschutz ist gegeben.
Das mit Marmor eingerahmte Doppelwappen über dem Eingang zum Wohntrakt ist beschriftet mit 1591 und den Namen Georg Schattauer zur Aich und Magdalena Schattauerin geborne Scharfföderin. Georg Schattauer war Pfleger (Verwalter) von Windhaag und Klingenberg. Den Sitz und Hof zu Aich erhielt Schattauer 1594 von Friedrich Prager († 1600) zu rechtem freien ledigen Aigentum (der Sitz unterstand damit nur mehr dem Grundherrn, war nicht mehr rittermässiges Lehen). 1603 bis 1608 war Schattauer Bestandinhaber (Pächter) der Herrschaften Windhaag und Klingenberg unter der Erbengemeinschaft des Lorenz Schütter († 1599). Schattau ist übrigens eine Gegend nahe Unterweißenbach.
Unweit der modernen Hofzufahrt steht die Mair-Kapelle. Erbaut 1600 und 1750 beim Eingang zu einem ehemaligen quadratischen Lustgarten. Renoviert ab 1979. Freigelegte Ausmalung mit Heiligenfiguren aus der Erbauungszeit.

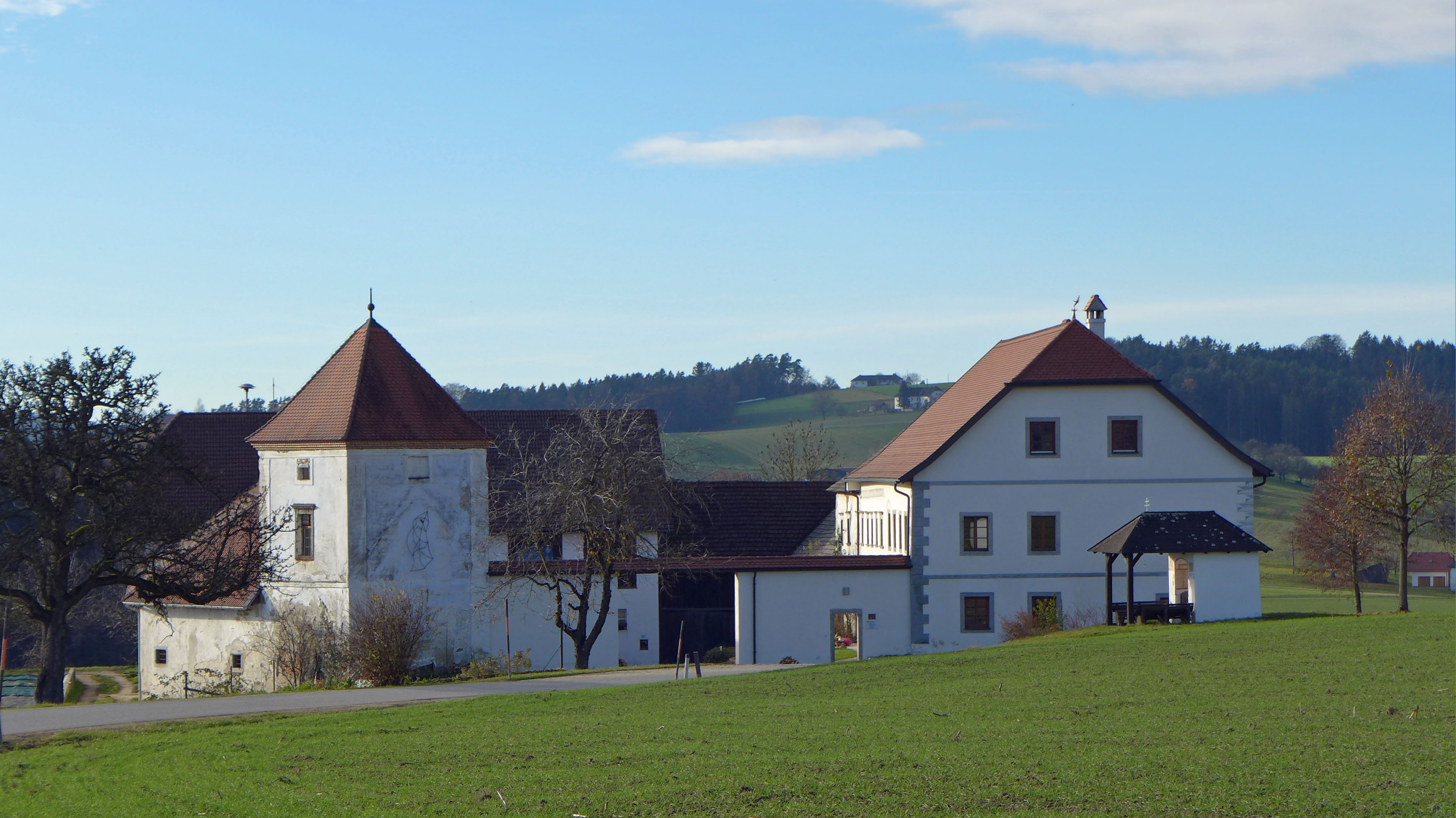
Ansicht von Osten.
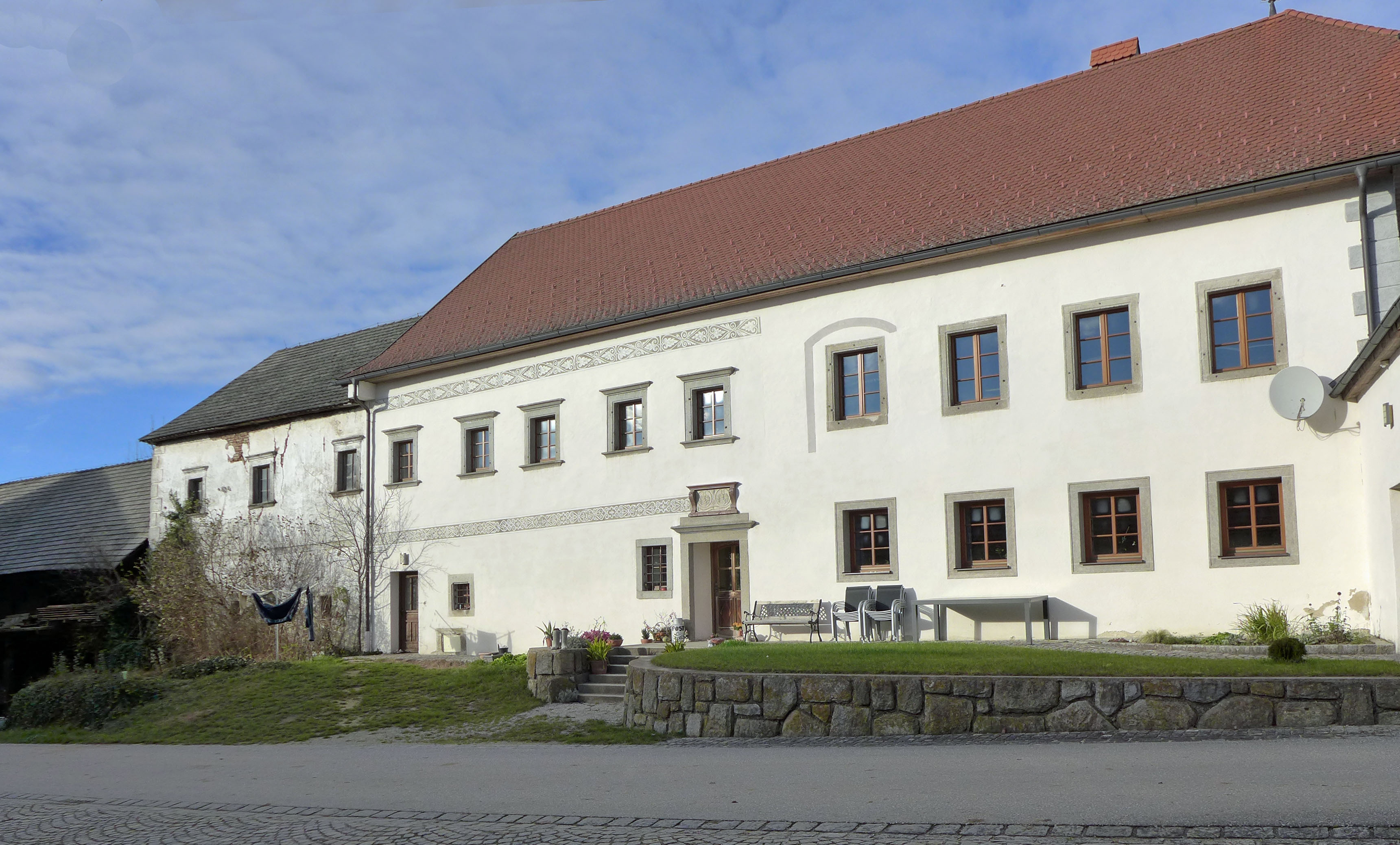
Ehemaliger Palas (eingekürzt)
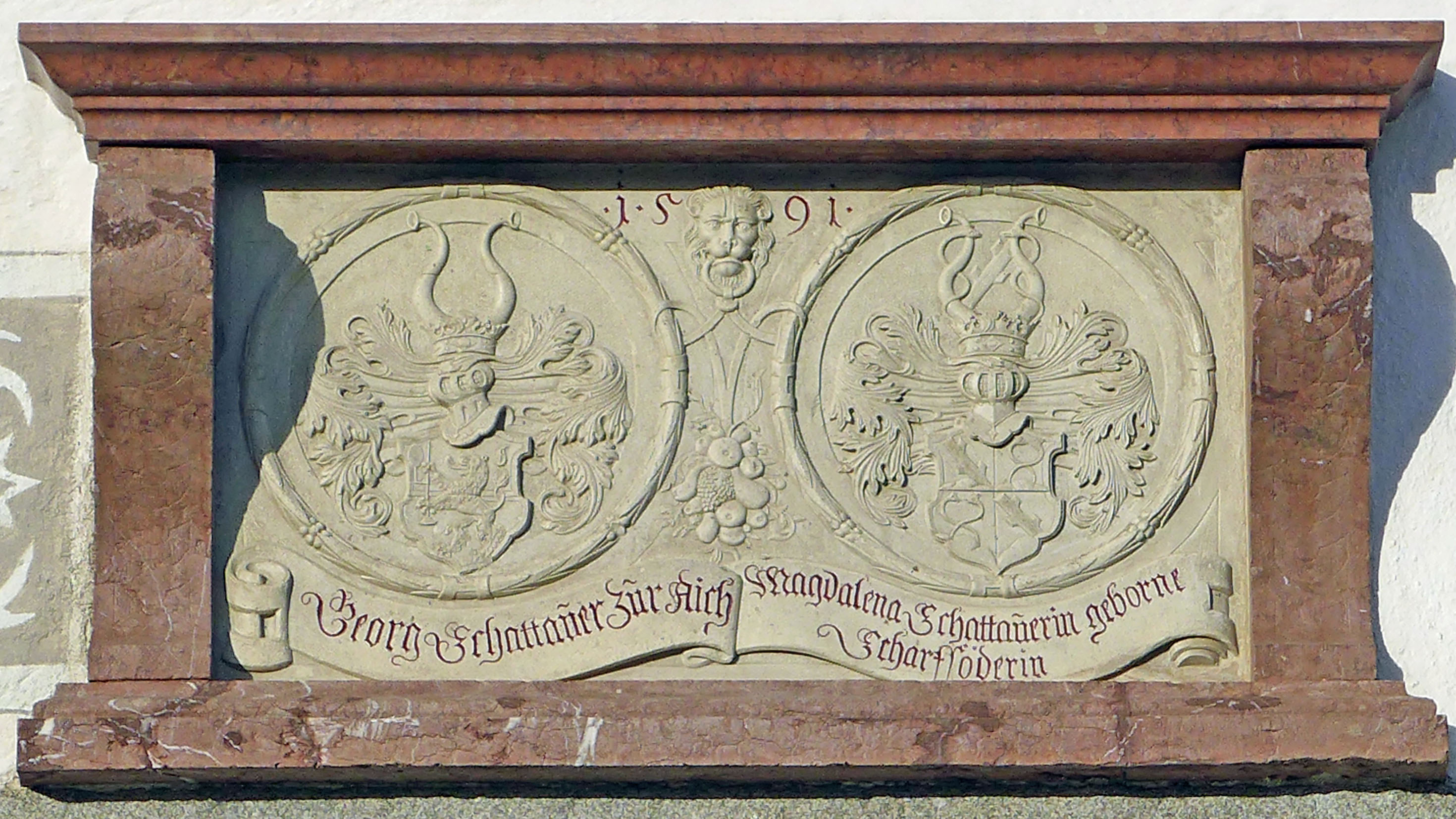
Doppelwappen Schattauer - Scharfföderin
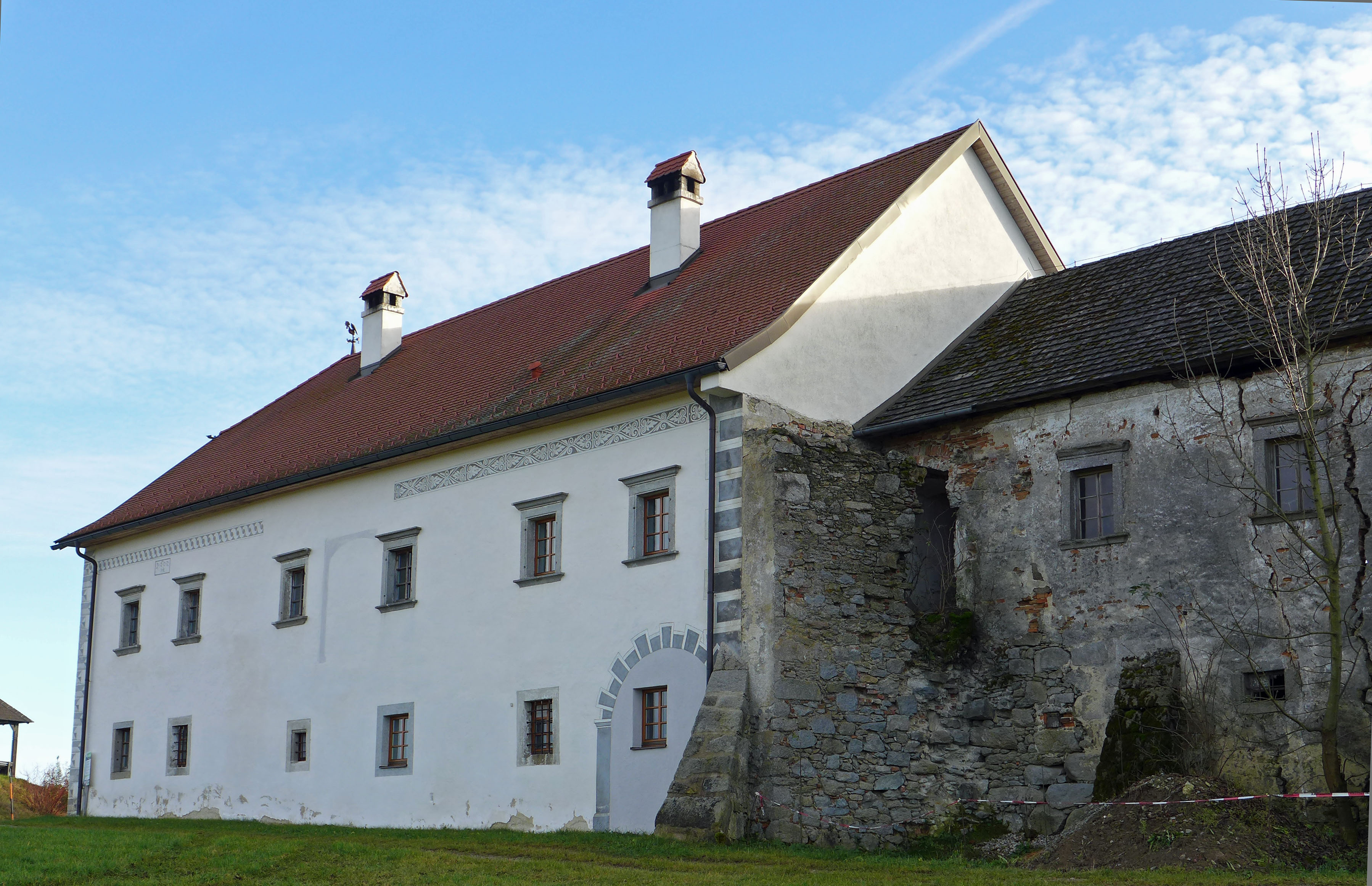
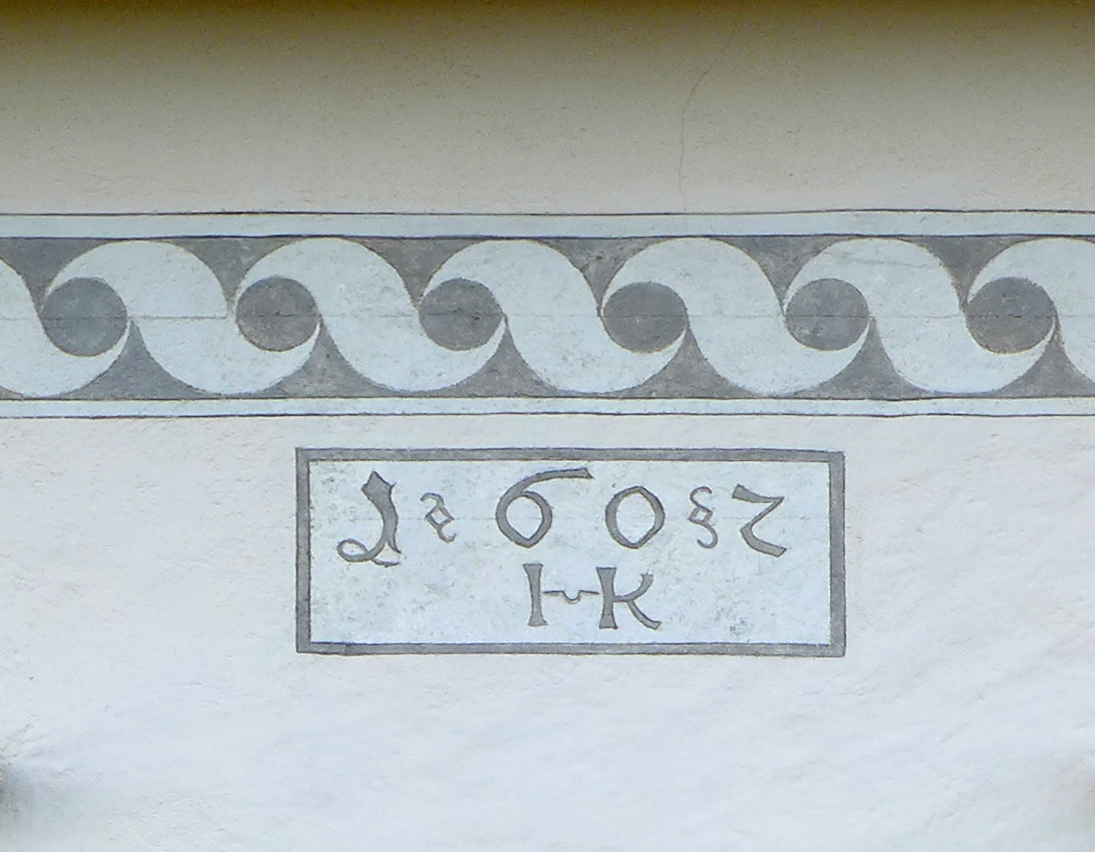